# Aoko Matsuda
Aoko Matsuda (松田青子), née le 11 octobre 1979 dans la préfecture de Hyogo est une écrivaine, actrice, traductrice et féministe japonaise. Elle a reçu le World Fantasy Award—Collection et le Firecracker Award en 2021.
De son vrai nom Nobuko Matsuda (松田暢子), elle prend le nom de plume Aoko en voulant jouer sur une lecture alternative des caractères la rendant homonyme de Seiko Matsuda, idole phare des années 1980.

## Biographie
Aoko Matsuda est née  le 11 octobre 1979. Elle a étudié la littérature anglaise à l’Université Dōshisha.
À partir de 1999, elle travaille comme ingénieur du son pour la troupe de théâtre Europa Kikaku (ja) et monte sur scène en tant qu'actrice à partir de 2000. Elle quitte la troupe en septembre 2008 et commence alors à utiliser Aoko comme nom de plume. En 2010, elle publie sa première pièce de théâtre, ウォータープルーフ嘘ばっかり（ではない） ((pas) que des mensonges waterproofs), dans la revue littéraire Waseda bungaku.
Elle publie son premier texte en 2007. Son premier recueil de nouvelles, Stackable (スタッキング可能), est sélectionné pour le prix Mishima et le Prix Noma Début en 2013. Ses nouvelles ont été publiées dans des magazines littéraires comme Granta et Monkey-New writing from Japan.
En 2019, la traduction en anglais de son recueil de nouvelles The Woman Dies  (女が死ぬ) était sélectionné dans la shortlist du Shirley Jackson Award. Deux ans plus tard, la traduction anglaise de son recueil Where the Wild Ladies Are  (おばちゃんたちのいるところ) reçoit le prix World Fantasy Awards catégorie Collection et le Firecracker Awards en catégorie Fiction. Ses livres et nouvelles ne sont à ce jour pas traduits en français.
Elle conduit en parallèle une carrière de traductrice, ayant notamment traduit depuis l'anglais des ouvrages de Karen Russell, Amelia Gray (en) et Carmen Maria Machado.
Elle écrit ses nouvelles et romans autour des questions féministes et de genre, considérant que l'écriture est un vecteur d'empowerment et également sa contribution à l'amélioration de la société. Elle participe à ce titre à de nombreux événements sur le sujet, notamment ceux organisés par la maison d'édition féministe etc.books.

## Récompenses
| Année | Publication               | Prix                                            | Résultat     |
| ----- | ------------------------- | ----------------------------------------------- | ------------ |
| 2013  | Stackable                 | Prix Mishima                                    | Sélectionnée |
| 2013  | Stackable                 | Prix Noma Début                                 | Sélectionnée |
| 2019  | The Woman Dies            | Prix Shirley-Jackson                            | Shortlist    |
| 2020  | Where the Wild Ladies Are | Los Angeles Times Book Prize en Science Fiction | Sélectionnée |
| 2021  | Where the Wild Ladies Are | Firecracker Award en Fiction                    | Lauréate     |
| 2021  | Where the Wild Ladies Are | World Fantasy Award                             | Lauréate     |

## Publications

### Romans
- スタッキング可能  (Kawade Shobō Shinsha, 2013)
- 英子の森  (Kawade Shobō Shinsha, 2014)
- ワイルドフラワーの見えない一年  (Kawade Shobō Shinsha, 2016), republié sous le titre『女が死ぬ chez Chūōkōron Shinsha en 2021)
- おばちゃんたちのいるところ - Where the Wild Ladies Are  (Chūōkōron Shinsha, 2016)
- 持続可能な魂の利用  (Chūōkōron Shinsha, 2020年)
- 男の子になりたかった女の子になりたかった女の子  (Chūōkōron Shinsha, 2021)

### Essais
- 読めよ、さらば憂いなし  (Kawade Shobō Shinsha, 2015)
- ロマンティックあげない  (Shinchōsha, 2016)
- じゃじゃ馬にさせといて  (Shinchōsha, 2019)
- 自分で名付ける  (Shūeisha, 2021)

### Livre jeunesse
- なんでそんなことするの? illustrations par Hirose Beni, 2014